# 1794

## Събития
- 10 октомври – Лидерът на полското въстание от 1794 г. Тадеуш Косцюшко е пленен от руските войски

## Родени
- Иван Витали, руски скулптор († 1855)
- 17 януари – Айлхард Мичерлих, немски химик
- 23 януари – Едуард Фридрих Еверсман, германски зоолог
- 8 февруари – Фридлиб Рунге, немски химик и професор
- 12 февруари – Александър Петров, руски шахматист
- 16 март – Ами Буе, френски геолог
- 20 май – Карл Юлиус Перлеб, германски ботаник
- 30 август – Стивън У. Киърни, Американски военачалник

## Починали
- ноември – Рудолф Ерих Распе, немски писател
- 5 април – Жорж Дантон, френски политик
- 8 май – Антоан Лавоазие, френски химик
- 10 май – Елизабет Френска, френска принцеса
- 28 юли – Максимилиан Робеспиер, френски революционер
- 28 юли – Сен Жюст, френски революционер